# Grzegorz Knapp
Grzegorz Knapp (ur. 18 marca 1979  w Wąbrzeźnie, zm. 22 czerwca 2014 w Heusden-Zolder) – polski żużlowiec, występujący również na lodzie.

## Życiorys
Był wychowankiem GKM-u Grudziądz, licencję zdobył w 1997 na torze w Ostrowie Wielkopolskim, w lidze zadebiutował 24 sierpnia 1997 w meczu ze Stalą II Rzeszów.
W sezonie 2011 awansował do Grand Prix w ice racingu.
Zmarł w wyniku rozległych obrażeń odniesionych podczas rozgrywania zawodów Ligi Holenderskiej. Upadek zawodnika występującego w barwach Lelystad Windmills nastąpił w piątym biegu. Mimo podjętej próby reanimacji zawodnik zmarł. Został pochowany w Radzyniu Chełmińskim.
Wujek Michała Knappa, również żużlowca.

## Kluby

### Polskie
- GKM Grudziądz – 1997-2002
- TŻ Lublin – 2003-2004
- GTŻ Grudziądz – 2005
- TŻ Lublin – 2006
- Wybrzeże Gdańsk – 2007
- Kolejarz Rawicz – 2008
- GTŻ Grudziądz – 2009
- KSM Krosno – 2010

## Sukcesy

### Młodzieżowe Drużynowe Mistrzostwa Polski
- 1997 – 1. miejsce (Grudziądz)
- 1998 – 3. miejsce (Gniezno)

### Młodzieżowe Indywidualne Mistrzostwa Polski
- 1999 – 17. miejsce (Gniezno)
- 2000 – 10. miejsce (Gorzów)

### Młodzieżowe Mistrzostwa Polski Par Klubowych
- 1998 – 5. miejsce (Piła)

### Brązowy Kask
- 1998 – 10. miejsce (Ostrów Wielkopolski)

### Srebrny Kask
- 2000 – 4. miejsce (Toruń)

### Wyścigi motocyklowe na lodzie
- 2008 – Finalista Indywidualnych Mistrzostw Europy w wyścigach na lodzie (13. miejsce w finale w Sanoku 27 stycznia 2008)
- 2010 – Uczestnik Finałów Indywidualnych Mistrzostw Świata
- 2011 – Drugie miejsce w turnieju o Złote Koziołki w Poznaniu
- 2012 – Trzecie miejsce w turnieju Ice Racing Sanok Cup